# Il paese di Giocagiò
Il paese di Giocagiò è stato un programma televisivo per bambini realizzato dalla Rai a partire dal gennaio 1970.

## La preparazione
Nel 1969 la Rai decise di abbandonare il format britannico di Giocagiò per creare una trasmissione tutta italiana: Paola De Benedetti, responsabile della programmazione per l'infanzia, incaricò la giornalista e scrittrice Teresa Buongiorno, la quale coinvolse Gianni Rodari e altri collaboratori, fra i quali Emanuele Luzzati per la sigla animata e le scenografie. 
Diedero vita a una trasmissione originale e diversa, ma lo scrittore di Omegna volle e ottenne che nel titolo rimanesse la parola Giocagiò, un richiamo per il pubblico delle stagioni precedenti: nacque così Il paese di Giocagiò, presentato da Marco Dané (poi anche coautore) e Simona Gusberti, a partire dal gennaio 1970, identica fascia oraria della precedente rubrica.
Altri autori erano Marcello Argilli, collega e collaboratore di Rodari, Donatella Zilotto e Lucia Serino.

## Le caratteristiche
Luzzati disegnò piccole case fatte a paravento, che aperte mostravano l'interno, chiuse si trasformavano in roulotte e il pubblico si “trovava” in una piazza. 
Rodari volle un cavallo parlante affacciato alla finestra (che solo nella puntata finale fu mostrato nella sua interezza), e un «signor Coso» in difficoltà con certe parole, esattamente come succede ai bimbi: al saggio quadrupede, che esprimeva la morale attraverso filastrocche, dava voce Enrico Urbini, mentre il signor Coso era interpretato con grande efficacia e successo dall'attore Enrico Luzi.
Gli altri personaggi furono aggiunti dalla Buongiorno, con Paola De Benedetti e il regista Salvatore Baldazzi: il pittore Buendia (Roberto Galve), un musicista (Stefano Torossi), e un giardiniere – nientemeno che Ippolito Pizzetti.
« A tenere le fila due ragazzi – spiegò anni dopo la Buongiorno ricordando quell'esperienza – appena fratelli maggiori, non maestri in cattedra. La coppia restava, ma sdrammatizzata, coinvolta nella comunità. »
Per scegliere i due conduttori furono fatti molti provini, e alla fine furono scelti Marco Danè e Simona Gusberti, ritenuti dagli autori la coppia giusta.

## Il seguito
Dalla stagione successiva, il programma lasciò il posto a Il gioco delle cose, trasmesso da Napoli con gli stessi presentatori, stessi curatrice e regista, ma senza più Rodari e Luzzati fra i collaboratori: scene e pupazzi erano di Bonizza Giordani, sorella di Brando, in redazione c'erano Marcello Argilli, Antonella Tarquini e Maria Napoleone e nuovi personaggi vennero aggiunti.